# Ogólnopolski Dzień Walki z Depresją
Ogólnopolski Dzień Walki z Depresją – święto obchodzone 23 lutego po ustanowieniu przez Ministerstwo Zdrowia od 2001 roku (lub od 2002 ustanowione przez Ministra Zdrowia Mariusza Łapińskiego, według niektórych źródeł). Celem tego dnia jest upowszechnienie wiedzy na temat depresji i zachęcenie chorych do leczenia. Organizowane są akcje informacyjne m.in. przez Fundację Itaka.
W 2004 hasłem akcji było Depresja – grupy ryzyka, w 2005 Choroba afektywna dwubiegunowa, w 2006 Depresja a choroby somatyczne, w 2007 Depresja a lęk, w 2008 Depresja wieku podeszłego, w 2009 Depresja a ból, w 2010 Depresja a bezsenność, w 2011 Depresja a seks, w 2012 ponownie Choroba afektywna dwubiegunowa, w 2013 Depresja – cała prawda o lekach, w 2014 Depresja a alkohol, w 2015 Depresja u kobiet, w 2016 Depresja a choroby serca, w 2017 ponownie Depresja wieku podeszłego, w 2018 Depresja – jak leczyć, w 2019 Depresja z żywienie, w 2020 Depresja a fobie, w 2021 Depresja lekooporna, w 2022 Depresja a żałoba a w 2023 Depresja a miłość.

## Inne dni walki z depresją
Europejski Dzień Walki z Depresją (ang. European Depression Day): 
- 1 października 2011 organizowane przez European Depression Association pod hasłem  Wyleczysz, gdy leczysz (ang. Depression: treat and defeat!)[9][10]
- 16 października 2010 organizowane również w Polsce przez Stowarzyszenia Aktywnie Przeciwko Depresji w ramach akcji Walcz z depresją – wyjdź do ludzi[11]